# Israël Henriet

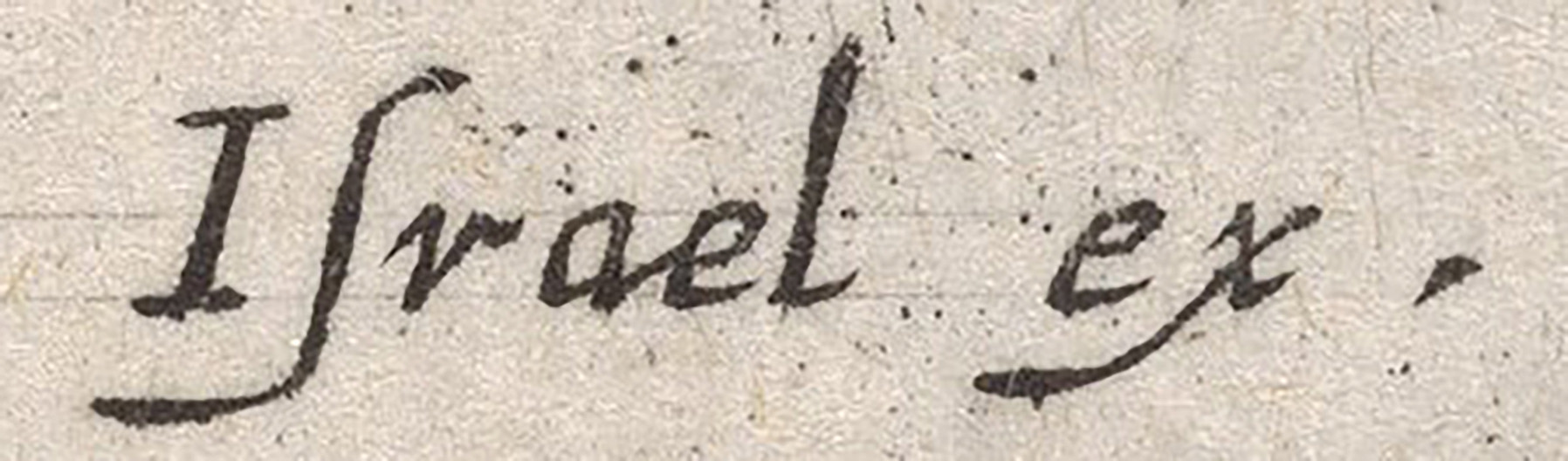
Inschrift, die Israël Henriet als Herausgeber des Stichs Reiter auf aufsteigendem Pferd mit Stab in der rechten Hand von Stefano della Bella identifiziert

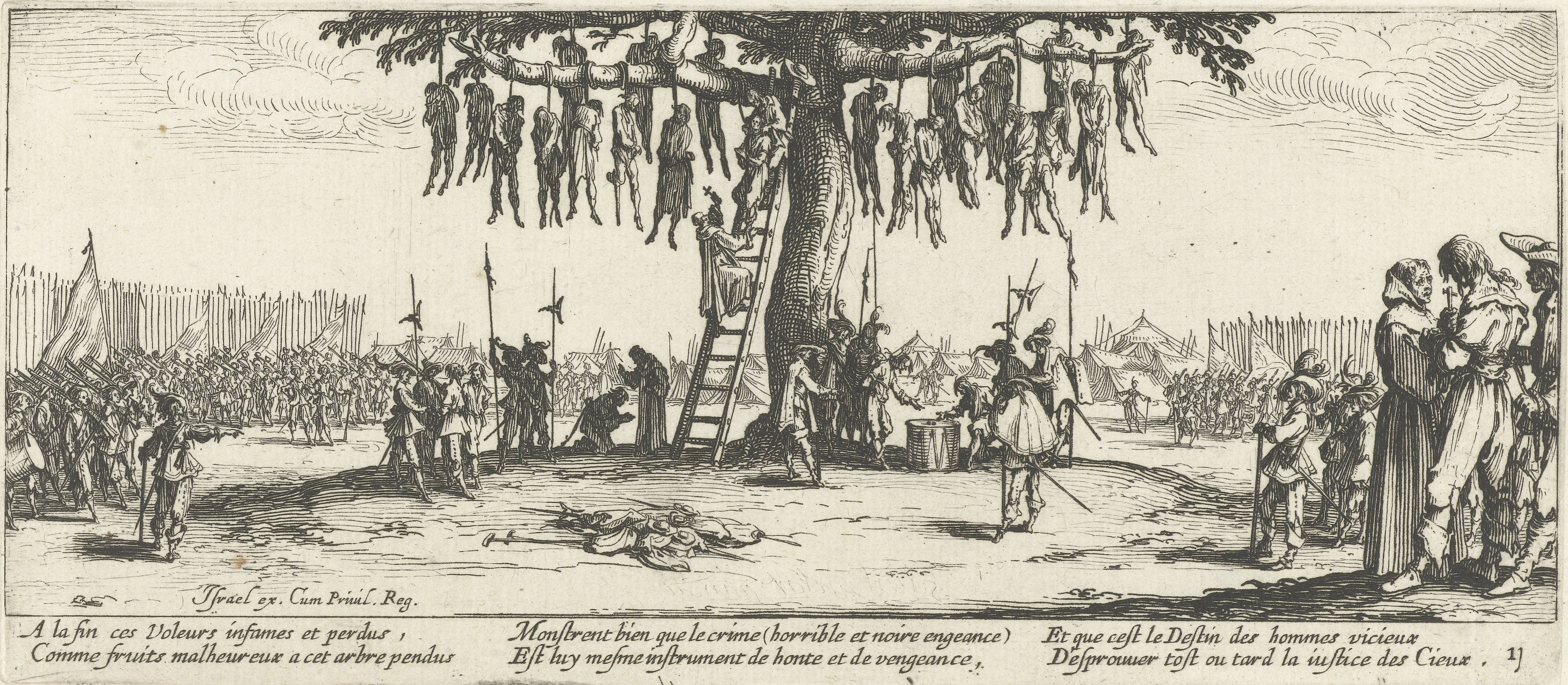
„Der Galgenbaum“, aus dem 18-teiligen Radierzyklus „Die großen Schrecken des Krieges“ (Les Grandes Misères de la guerre), nach Jacques Callot (1632).

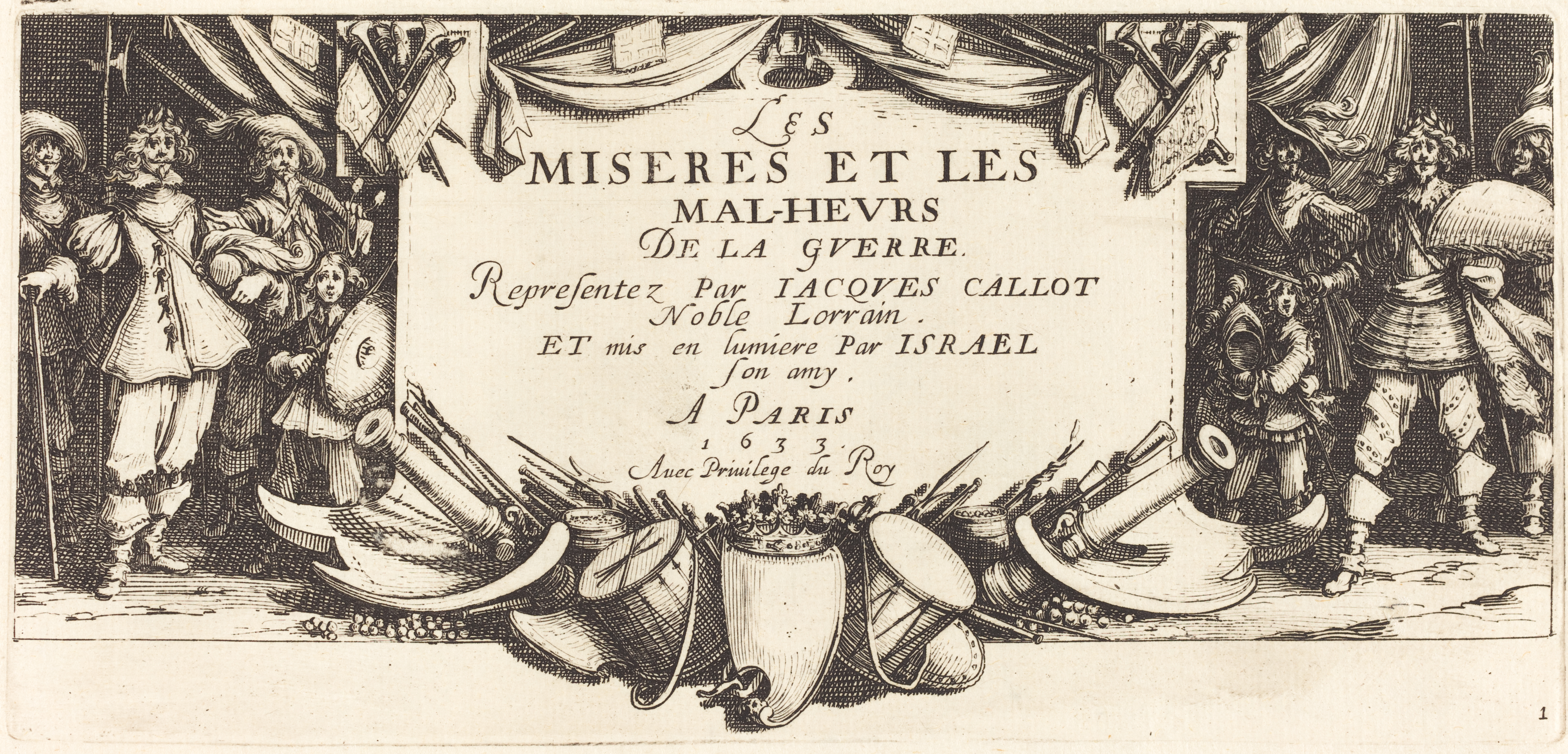
Frontispiz aus der Reihe Les misères et les malheurs de la guerre, genannt Les Grandes Misères de la guerre von Jacques Callot ("… mis en lumiere Par ISRAEL son amy. A PARIS 1633" …)

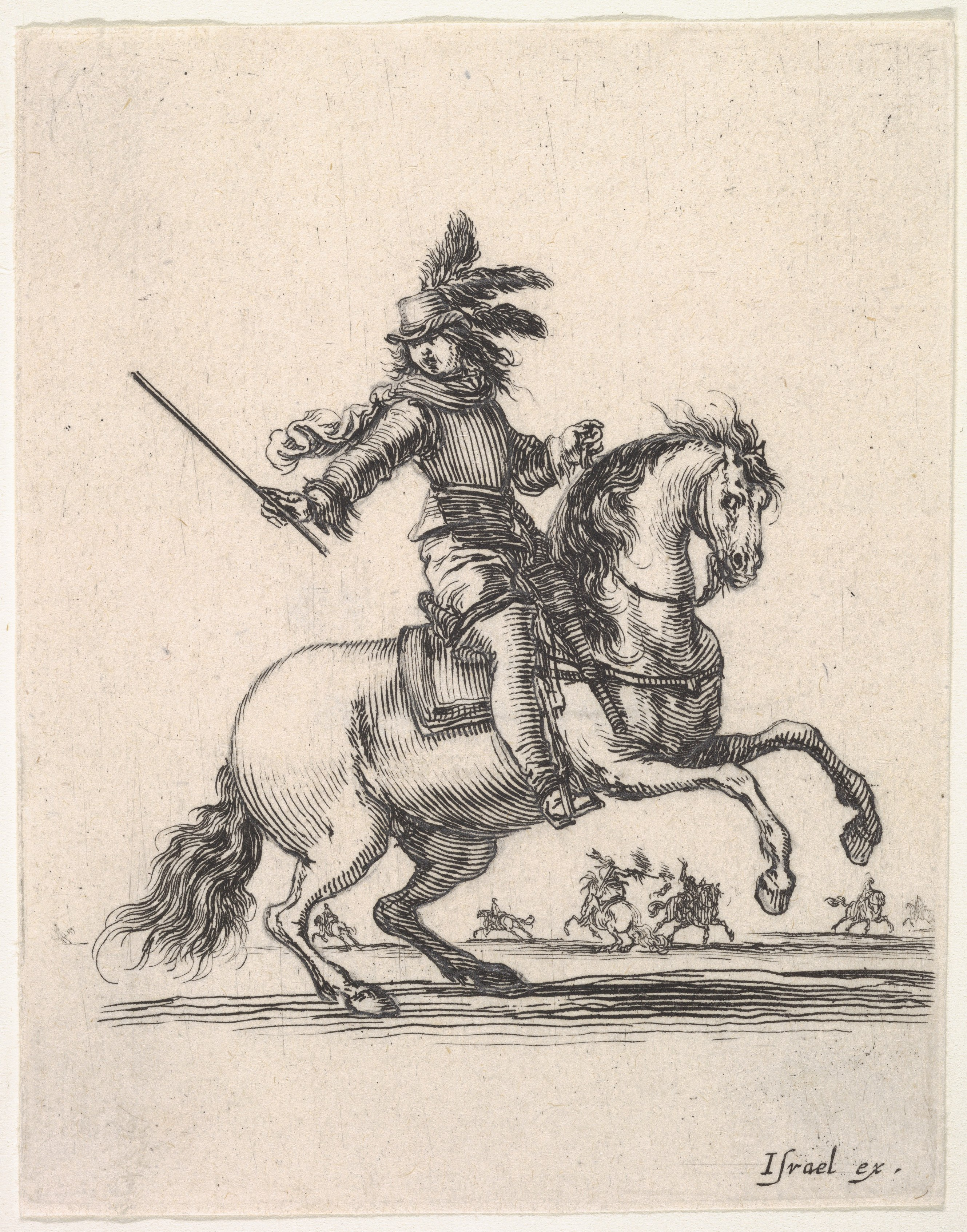
Stefano della Bella: Reiter auf aufsteigendem Pferd mit Stab in der rechten Hand.

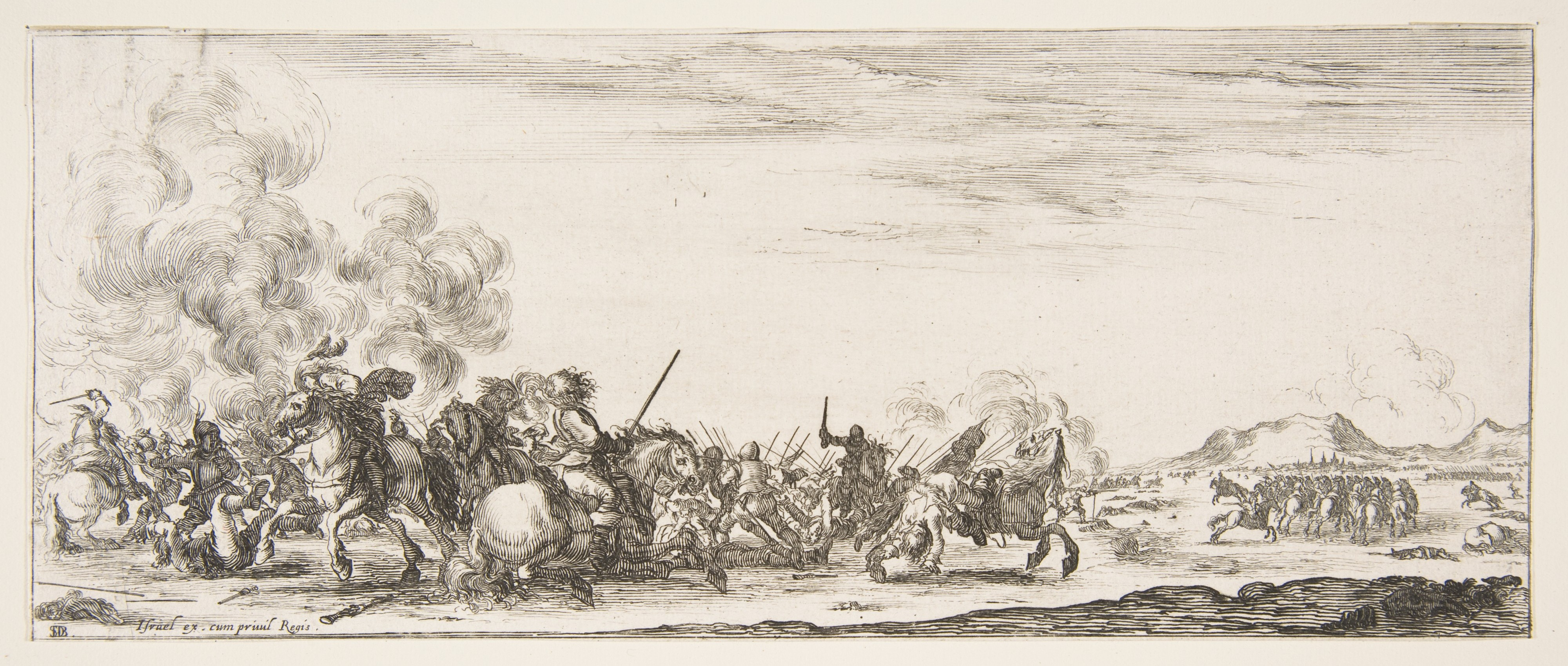
Stefano della Bella: Divers desseins tant pour la paix que pour la guerre

Israël Henriet (geb. 1590 in Nancy, Lothringen; gest. April 1661 in Paris) war ein französischer Kupferstecher und Drucker, er war der Verleger der Stiche von Jacques Callot (1592–1635). Seine eigenen Stiche signierte er meist mit „Israël“, sehr selten mit „Henriet“.

## Biografie
Israël Henriet wurde 1590 in Nancy in Lothringen geboren. Er war ein Jugendfreund von Jacques Callot in Nancy. Sein Vater, Claude Henriet (?–1605), Meister der Glasmalerei und Hofmaler von Karl III., Herzog von Lothringen, war ein Freund von Jean Callot, dem Vater von Jacques Callot.
Israël Henriet studierte Druckgrafik in Florenz bei Antonio Tempesta zur gleichen Zeit wie Jacques Callot und Claude Deruet. Um 1620 in Paris angekommen, wurde Henriet ein Künstler für König Ludwig XIII. und unterrichtete die Pariser Aristokraten im Zeichnen. Er hatte sogar die Ehre, Ludwig XIII. zu seinen Schülern zu zählen. Israël Henriet hatte das Exklusivrecht, Radierungen von Jacques Callot, aber auch von Stefano della Bella, Jean Le Clerc, Charles Audran und anderen zu verlegen und zu vertreiben.
Der französische Maler und Kupferstecher Israël Silvestre (1621–1691), Israël Henriets Neffe, lebte und arbeitete, nachdem er seine Eltern verloren hatte, im Haus seines Onkels in Paris und perfektionierte bei ihm seine Kunst als Zeichner. Er erbte alle Stiche, Messingplatten und Werkzeuge.